# Câmara de Liberec

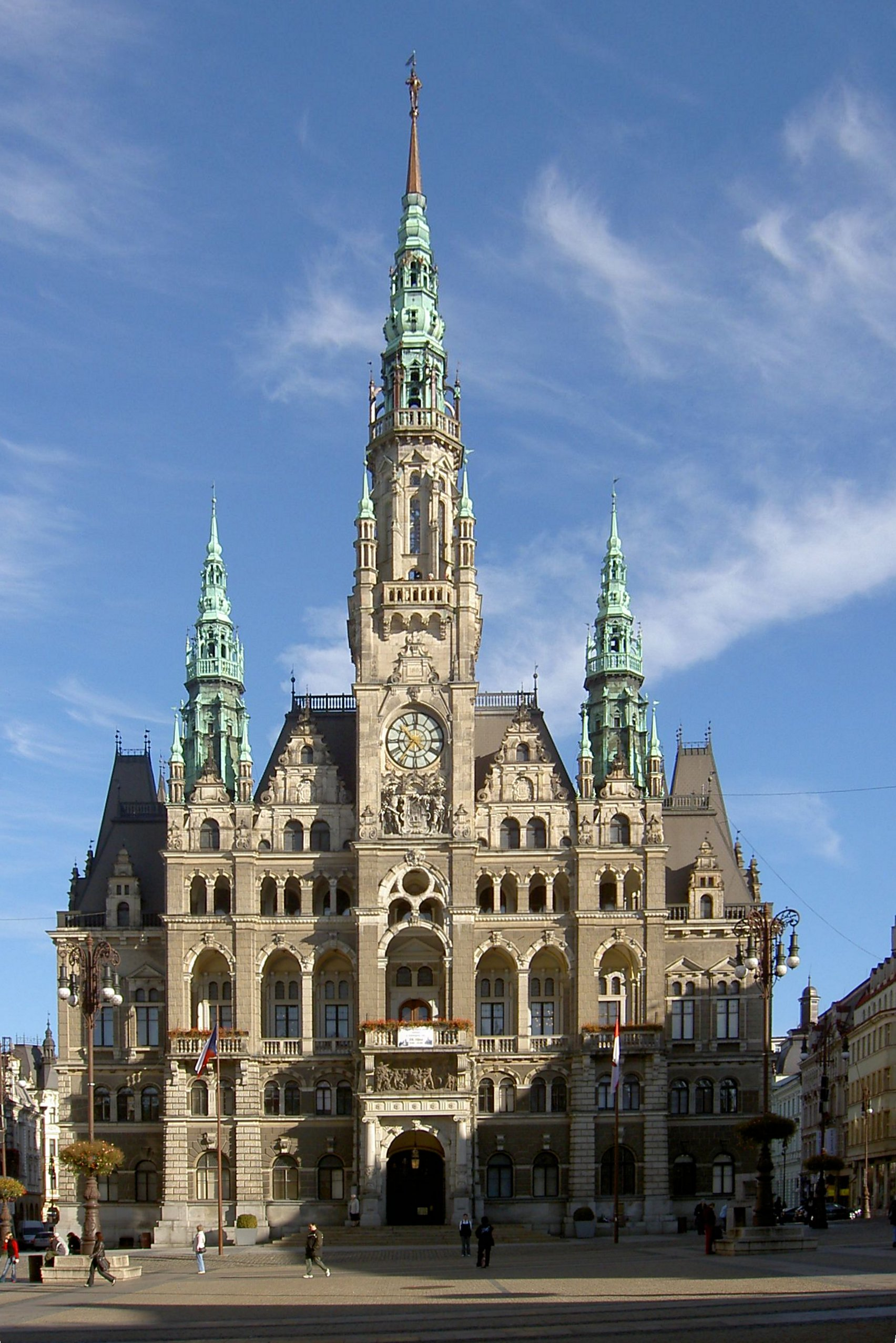
Câmara de Liberec

A Câmara de Liberec é um grande edifício na cidade de Liberec, na República Tcheca.
A câmara de Liberec é um edifício neo-renascentista, construído de 1888 a 1893 pelo protejo do arquitecto vienense Franz Neumann, substituindo estruturas anteriores de 1602.
O edifício tem uma fachada ricamente decorada, obras de arte integradas e vitrais raros. Acima do portal de entrada, há um relevo escultural do escultor vienense Theodor Friedl, mostrando o estabelecimento da antiga e da nova prefeitura. No centro está uma figura feminina simbolizando a cidade; à esquerda, figuras associadas à prefeitura original e figuras associadas ao surgimento de uma nova prefeitura à direita, incluindo o arquitecto Neumann.